# Nazionale femminile di pallacanestro del Mali
La nazionale di pallacanestro femminile del Mali è la rappresentativa cestistica del Mali ed è posta sotto l'egida della Federazione cestistica del Mali.

## Piazzamenti

### Olimpiadi
- 2008 - 12º

### Campionati del mondo
- 2010 - 15º
- 2022 - 11º

### Campionati africani
- 1968 -  3º
- 1970 - 4º
- 1974 - 8º
- 1977 - 7º
- 1981 - 4º

- 1984 - 4º
- 1993 - 7º
- 1997 - 6º
- 2000 - 9º
- 2003 - 5º

- 2005 - 5º
- 2007 -  1º
- 2009 -  2º
- 2011 -  3º
- 2013 - 5º

- 2015 - 5º
- 2017 -  3º
- 2019 -  3º
- 2021 -  2º
- 2023 -  3º

- 2025 -  2º

## Formazioni

### Olimpiadi
Pallacanestro ai Giochi della XXIX Olimpiade - Torneo femminile4 Touré, 5 Traoré, 6 Diarra, 7 Bagayoko, 8 Gandega, 9 Maïga, 10 Kanouté, 11 Diawara, 12 Coulibaly, 13 Tirera, 14 Sininta, 15 Sissoko,        All.  José Ruiz

### Campionati del mondo
Campionato mondiale femminile di pallacanestro 20104 Touré, 5 A. Maïga, 6 Traoré, 7 Bagayoko, 8 Gandega, 9 H. Maïga, 10 Coulibaly, 11 Diawara, 12 Dabo, 13 Tirera, 14 Diakité, 15 Sissoko,        All. Hervé Coudray
Campionato mondiale femminile di pallacanestro 20221 Coulibaly, 2 Kourouma, 7 Traoré, 8 Gandega, 9 Sangaré, 10 Haidara, 11 Dabou, 12 Dembélé, 13 Tirera, 14 Koné, 50 N'Diaye, 77 Balayera,        All. Joaquín Luis Brizuela Carrión

### Campionati africani
Campionato africano femminile di pallacanestro 19934 Keita, 5 Bamba, 6 Keita, 7 Traoré, 8 Coumare Ma, 9 Berthé, 10 Sanogo, 11 Dolo, 12 Touré, 13 N'Raye, 14 Tandia, 15 Diarra,        All. -
Campionato africano femminile di pallacanestro 19974 Dembélé, 5 Samake, 6 A. Sangaré, 7 Koné, 8 Sacko, 9 Maïga, 10 Traoré, 11 Sanogo, 12 Diallo, 13 S. Sangaré, 14 Sy, 15 N'Raye,        All. -
Campionato africano femminile di pallacanestro 20004 Dembélé, 5 Samake, 6 A. Diallo, 7 Koné, 8 F. Sangaré, 9 Maïga, 10 Traoré, 11 Soumaré, 12 F. Diallo, 13 S. Sangaré, 14 Bagayoko, 15 Sissoko,        All. -
Campionato africano femminile di pallacanestro 20034 Touré, 5 Damba, 6 Dia, 7 Koné, 8 Seremé, 9 Maïga, 10 Kanouté, 11 Dramé, 12 Diawara, 13 Tirera, 14 Sininta, 15 N'Raye,        All. -
Campionato africano femminile di pallacanestro 20054 K. Touré, 5 Kanouté, 6 Dia, 7 Kone, 8 Seremé, 9 Maïga, 10 F. Touré, 11 Drame, 12 Diawara, 13 Tirera, 14 Sininta, 15 Coulibaly,        All. -
Campionato africano femminile di pallacanestro 20074 K. Touré, 5 Sacko, 6 A. Maïga, 7 Bagayoko, 8 F. Touré, 9 H. Maïga, 10 Kanouté, 11 D. Diawara, 12 N. Diawara, 13 Sangare, 14 Sininta, 15 Coulibaly,        All.  José Ruiz
Campionato africano femminile di pallacanestro 20094 Touré, 5 A. Maïga, 6 Diarra, 7 Traoré, 8 Gandega, 9 H. Maïga, 10 Coulibaly, 11 Diawara, 12 Tirera, 13 Sy, 14 Sininta, 15 Sissoko,        All. -
Campionato africano femminile di pallacanestro 20114 Traoré, 5 Ai. Maïga, 6 Ad. Maïga, 7 Bagayoko, 8 Gandega, 9 H. Maïga, 10 Dabo, 11 Diawara, 12 Coulibaly, 13 Tirera, 14 Touré, 15 Sissoko,        All. Hervé Coudray
Campionato africano femminile di pallacanestro 20134 Traoré, 5 Maïga, 6 Diallo, 7 Bagayoko, 8 K. Coulibaly, 9 Sissoko, 10 Guindo, 11 Diawara, 12 N. Coulibaly, 13 Tirera, 14 O. Coulibaly, 15 Touré,        All.  José Ruiz
Campionato africano femminile di pallacanestro 20154 N. Traoré, 5 Maïga, 6 N'Diaye, 7 Bagayoko, 8 Gandega, 9 F. Traoré, 10 K. Coulibaly, 11 Diakité, 12 N. Coulibaly, 13 Tirera, 14 O. Coulibaly, 15 Sacko,        All. Amara Traoré
Campionato africano femminile di pallacanestro 20174 Traoré, 5 Maïga, 7 Bagayoko, 8 Gandega, 10 K. Coulibaly, 13 Tirera, 14 M. Coulibaly, 15 N. Coulibaly, 17 Keita, 30 Dabo, 77 Camara, 87 Diakité,        All. Sylvain Lautié
Campionato africano femminile di pallacanestro 20194 Traoré, 5 A. Maïga, 6 Doumbia, 8 Gandega, 11 K. Maïga, 12 A. Coulibaly, 13 Tirera, 15 M. Coulibaly, 19 Diallo, 24 Camara, 32 A. Diakité, 66 N'Diaye,        All. Sylvain Lautié
Campionato africano femminile di pallacanestro 20211 K. Coulibaly, 2 Sangaré, 4 N. Traoré, 6 Doumbia, 7 A. Traoré, 8 Sissoko, 10 Haidara, 11 K. Maïga, 12 Dembélé, 14 Koné, 15 M. Coulibaly, 50 N'Diaye,        All. Joaquín Luis Brizuela Carrión
Campionato africano femminile di pallacanestro 20231 K. Coulibaly, 4 Sanou, 9 Sangaré, 10 Dembélé, 12 A. Koulibaly, 15 M. Coulibaly, 23 Koné, 24 Kourouma, 27 A. Traoré, 50 N'Diaye, 77 Balayera, 00 Haidara,       All. Oumarou Sidiya
Campionato africano femminile di pallacanestro 20250 Thienou, 1 Sissoko, 2 Sangaré, 6 Doumbia, 10 Haidara, 11 K. Maïga, 12 Dembélé, 13 Cissé, 22 Dabou, 23 Koné, 50 N'Diaye, 77 Balayera,        All. Omarou Sidiya